# Природа Южного Судана

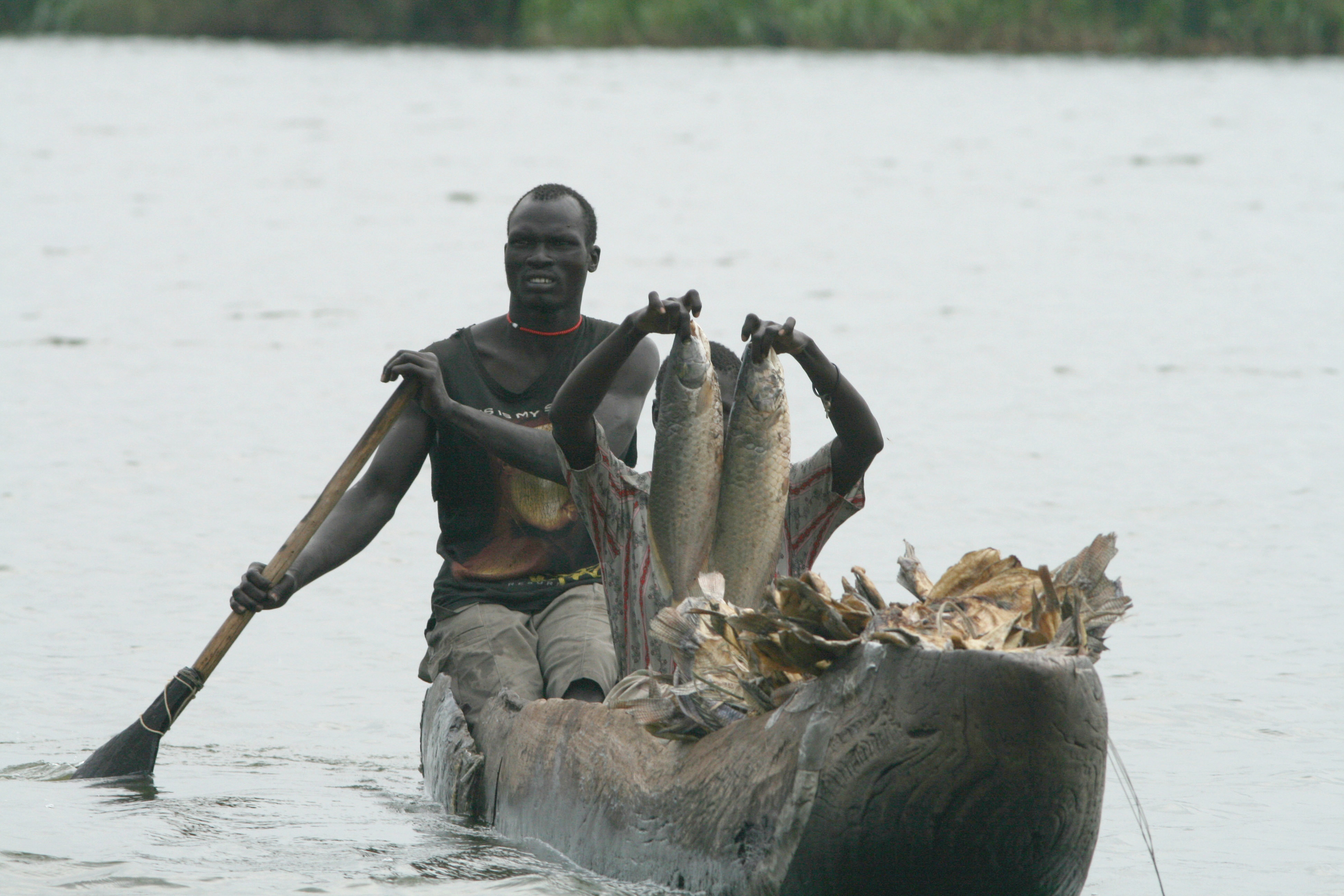

В Южном Судане находится болотистая местность Судд, где и сосредоточена дикая природа страны. Согласно словам американского биолога Дж. Майкла Фея, в Южном Судане водится большое количество крупных млекопитающих: слонов, жирафов, носорогов. Общество охраны природы сообщает, что в Южном Судане сохранилось 1,3 млн антилоп.

## Птицы
Самые распространённые виды птиц — журавли, ибисы, пеликаны, аисты.

## Сохранение
В 2005 году Сообщество сохранения дикой природы вместе с правительством Южного Судана решили обсудить введение закона.

## Защита
В Южном Судане создают национальные парки.

## Экологические проблемы
- Браконьерство. Животных убивают ради мяса.